# Cornelio Bentivoglio
Cornelio Bentivoglio (1668. – 1732.) bio je talijanski biskup i kardinal.
Dodijeljen mu je 15. travnja 1720. kardinalski naslov hrvatske crkve svetog Jeronima u Rimu. Za kardinalski naslov crkve svete Cecilije optirao je 25. lipnja 1727.

### Članci
- Bogdan, Jure. 2005. Hrvatska crkva svetog Jeronima u Rimu i njezini kardinali naslovnici. Crkva u svijetu. Sveučilište u Splitu - Katolički bogoslovni fakultet. Split. 40 (2): 187–205